# Primera Regional Aficionado-Lanzarote
La Primera Regional Aficionado-Lanzarote constituye el séptimo nivel de competición de la liga española de fútbol en la isla de Lanzarote.
Su organización corre a cargo de la Federación Interinsular de Fútbol de Las Palmas.

## Sistema de competición
En la temporada 2021-22 hay 11 clubes compitiendo en la categoría, los 4 primeros clubes de la tabla acceden al play-off de ascenso a la Interinsular Preferente de Las Palmas, al ser la última categoría no hay descensos.

## Equipos participantes 2021-22

### Grupo Único
| Acrónimo | Equipo                      | Fundación | Municipio     | Isla      | Comunidad Autónoma |
| -------- | --------------------------- | --------- | ------------- | --------- | ------------------ |
| ACF      | Altavista C.F.              | ---       | Arrecife      | Lanzarote | Canarias           |
| CDA      | C.D. Arrecife               | 1946      | Arrecife      | Lanzarote | Canarias           |
| HCF      | Haría C.F.                  | 1975      | Haría         | Lanzarote | Canarias           |
| UDL      | U.D. Lanzarote "B"          | 1970      | Arrecife      | Lanzarote | Canarias           |
| CDO      | C.D. Orientación Marítima   | 1954      | Arrecife      | Lanzarote | Canarias           |
| FCP      | F.C. Puerto del Carmen      | 1982      | Tías          | Lanzarote | Canarias           |
| CFP      | C.F. Puerto del Carmen 2016 | 2016      | Tías          | Lanzarote | Canarias           |
| SBC      | San Bartolomé C.F. "B"      | 1972      | San Bartolomé | Lanzarote | Canarias           |
| CDT      | C.D. Teguise                | 1949      | Teguise       | Lanzarote | Canarias           |
| CDT      | C.D. Tinajo                 | 1975      | Tinajo        | Lanzarote | Canarias           |
| CDT      | C.D. Tite                   | ---       | Arrecife      | Lanzarote | Canarias           |

## Otras Ligas
| Nivel | Liga                                | Liga                                | Liga | Liga | |
| ----- | ----------------------------------- | ----------------------------------- | --- | --- | --- |
| 1º    | Primera División de España          | Primera División de España          | Primera División de España                                                                                               | Primera División de España                                                                                               | |
| 2º    | Segunda División de España          | Segunda División de España          | Segunda División de España                                                                                               | Segunda División de España                                                                                               | |
| 3º    | Primera División RFEF               | Primera División RFEF               | Primera División RFEF | Primera División RFEF | |
| 4º    | Segunda División RFEF               | Segunda División RFEF               | Segunda División RFEF | Segunda División RFEF | |
| 5º    | Tercera División RFEF               | Tercera División RFEF               | Tercera División RFEF | Tercera División RFEF | |
| 6°    | Interinsular Preferente de Tenerife | Interinsular Preferente de Tenerife | Interinsular Preferente de Las Palmas                                                                                    | Interinsular Preferente de Las Palmas                                                                                    | Interinsular Preferente de Las Palmas                                                                                    |
| 7º    | Primera Interinsular-Tenerife       | Primera Interinsular-Tenerife       | Primera Regional Aficionado-Gran Canaria Primera Regional Aficionado-Fuerteventura Primera Regional Aficionado-Lanzarote | Primera Regional Aficionado-Gran Canaria Primera Regional Aficionado-Fuerteventura Primera Regional Aficionado-Lanzarote | Primera Regional Aficionado-Gran Canaria Primera Regional Aficionado-Fuerteventura Primera Regional Aficionado-Lanzarote |
| 8º    | Segunda Interinsular-Tenerife       | Segunda Interinsular-Tenerife       | Segunda Regional Aficionado-Gran Canaria                                                                                 | Segunda Regional Aficionado-Gran Canaria                                                                                 | Segunda Regional Aficionado-Gran Canaria                                                                                 |